# Maxamed Daahir Afrax
Maxamed Daahir Afrax (n. 1952, Jariban, Mudug⁠(d), Somalia – d. 9 octombrie 2021, Londra, Anglia, Regatul Unit) este un romancier, dramaturg și jurnalist ce a scris în limba somaleză, arabă și engleză. Afrax a publicat 3 romane în limba somaleză, și anume: Guur-ku-sheeg (1975), Maana-faay (1979) și Galti-macruuf (1980), un roman istoric în arabă , Nida Al-Horiyah (1976) și alte câteva nuvele în arabă și somaleză.